# غاريقون شيحي
غاريقون شيحي (الاسم العلمي:Agaricus artemisiae ) هو نوع الفطريات يتبع جنس الغاريقون من الفصيلة الغاريقونية.